# Steinacleit
Steinacleit es un yacimiento arqueológico prehistórico en la costa oeste de la Isla de Lewis en las Hébridas Exteriores de Escocia.
Se trata de un conjunto megalítico de rocas que muestran los restos de un túmulo funarario con cámara. Hay diez grandes losas de piedra que rodean el montículo central, las cuales, posiblemente cubrían la gran sala funeraria. El yacimiento tiene algo más de 15 m de diámetro y forma ovalada. Aunque la existencia del círculo ya fue documentada en el siglo XVIII, no fue hasta la década de 1920 que se descubrió durante tareas de extracción de turba. Si bien no hay acuerdo entre los especialistas, la edad de Steinacleit podría estar entre 1800-1500 a. C. o 3000-1500 a. C.
Desde el yacimiento es posible ver al suroeste el menhir Clach an Trushal.